# Arjīn
Arjīn (persiska: ارجين, اَرُجين) är en ort i Iran.   Den ligger i provinsen Zanjan, i den nordvästra delen av landet, 250 km väster om huvudstaden Teheran. Arjīn ligger 1 933 meter över havet och antalet invånare är 164.
Terrängen runt Arjīn är kuperad åt sydväst, men åt nordost är den platt. Runt Arjīn är det ganska tätbefolkat, med 78 invånare per kvadratkilometer. Närmaste större samhälle är Solţānīyeh, 8,1 km öster om Arjīn. Trakten runt Arjīn består i huvudsak av gräsmarker.